# Куражов Роман Володимирович
Роман Володимирович Куражов (рос. Роман Владимирович Куражов; нар. 28 липня 1999, Сокол, Вологодська область, Росія) — російський футболіст, півзахисник вологодського «Динамо».

## Клубна кар'єра

### Початок кар'єри
Народився в місті Сокол Вологодської області. Вихованець місцевої ДЮСШ «Сухона», згодом перебрався до вологодської СДЮСШОР-3. У середині березня 2011 року опинився в академії «Краснодара». Проте шансу заграти в першій команді «городян» не отримав, виступав лише за молодіжну команду клубу (49 матчів/3 голи). Перший досвід у дорослому футболі отримав у «Краснодарі-2», у футболці якого дебютував 10 квітня 2017 року в 10 квітня 2017 року в переможному (5:1) домашньому поєдинку 22-го туру зони «Південь» Другого дивізіону Росії проти «Спартака-Владикавказу». Роман вийшов на поле на 90-й хвилині, замінивши Алекса Мацукатова. У Першості ФНЛ дебютував за команду 24 жовтня 2018 року в програному (0:2) домашньому поєдинку 18-го туру проти «Нижнього Новгорода». Куражов вийшов на 79-й хвилині, замінивши Рустама Халназарова Загалом провів 7 поєдинків за другу команду «Краснодару», з яких лише 1-го разу вийшов у стартовому складі. У сезоні 2017 року виступав на аматорському рівні в «Краснодарі-3», а в сезоні 2018/19 років здебільшого грав за «Краснодар-3», який заявився до Другого дивізіону Росії. Першим голом у професіональному футболі відзначився 5 жовтня 2018 року на 23-й хвилині переможного (5:1) домашнього поєдинку 11-го туру зони «Південь» Другого дивізіону Росії проти ставропольського «Динамо». Роман вийшов на поле в стартовому складі та відіграв увесь матч. Загалом у першій частині сезону 2018/19 років зіграв 15 матчів (3 голи) у Другому дивізіоні за «Краснодар-3».

### Оренди
Протягом перебування на контракті в «Краснодарі» двічі відправлявся в оренду до інших клубів. Наприкінці лютого 2019 року вирушив у піврічну оренду до «Сокола». У футболці саратовського клубу дебютував 11 травня 2019 року в переможному (1:0) домашньому поєдинку 23-го туру Другого дивізіону Росії проти «Калуги». Куражов вийшов на поле в стартовому складі, а на 62-й хвилині його замінив Денис Анісімов. У другій половині сезону 2018/19 років зіграв 9 поєдинків у Другому дивізіоні Росії.
У середині липня 2019 року відправився в оренду до КАМАЗу. У футболці клубу з Набережних Челнів дебютував 28 липня 2019 року в переможному (4:0) виїзному поєдинку кубку Росії проти іжевського «Деліна». Руслан вийшов на поле в стартовому складі, а на 62-й хвилині його замінив Олександр Гаглоєв. У Другій лізі Росії дебютував за команду 26 жовтня 2019 року в програному (1:2) домашньому поєдинку 16-го туру проти тольятинського «Акрону». Куражов вийшов на поле на 67-й хвилині, замінивши Руслана Щербіна. У першій половині сезону 2019/20 років зіграв 15 матчів у Другій лізі Росії та 2 поєдинки у кубку країни.

### «Динамо» (Ставрополь)
На початку вересня 2020 року вільним агентом перебрався в «Динамо». У футболці ставропольського клубу дебютував 17 вересня 2020 року в програному (1:2) домашньому поєдинку Другої ліги Росії проти павловської «Кубані». Куражов вийшов на поле на 65-й хвилині, замінивши Валерія Царукяна. Єдиним голом у футболці динамівської команди відзначився 11 жовтня 2020 року на 68-й хвилині переможного (4:1) домашнього поєдинку 10-го туру Другої ліги Росії проти нальчикчського «Спартака». Роман вийшов на поле в стартовому складі, а на 78-й хвилині його замінив Ден Новіцький. В осінній частині сезону 2020/21 років зіграв 9 матчів (1 гол) у чемпіонаті Росії та 1 поєдинок у національному кубку.

### Смоленський етап кар'єри
Наприкінці лютого 2021 року став гравцем «Красного». У футболці смоленського клубу дебютував 18 квітня 2021 року в нічийному (0:0) домашньому поєдинку 19-го туру Другої ліги Росії проти новомосковського «Хіміка-Арсеналу». Куражов вийшов на поле на 56-й хвилині, замінивши Артема Суханова. Першим голом за «Красний» відзначився 21 травня 2021 року на 52-й хвилині програного (2:6) виїзного поєдинку 25-го туру Другої ліги Росії проти раменського «Сатурна». Роман вийшов на поле в стартовому складі та відіграв увесь матч, а на 53-й хвилині отримав жовту картку. У другій половині сезону 2020/21 років зіграв 11 матчів (3 голи) у Другій лізі Росії.
Напередодні старту наступного сезону перебрався в «Смоленськ». У футболці «городян» дебютував 18 липня 2021 року в нічийному (0:0) домашньому поєдинку 1-го туру Другої ліги Росії проти петербурзького «Динамо». Єдиним голом за «Смоленськ» відзначився 1 серпня 2021 року в нічийному (2:2) домашньому поєдинку 3-го туру проти одинцьовського «Красави». Улипні-серпні 2021 року зіграв за «городян» 3 матчі (1 гол) у Другій лізі Росії та 1 поєдинок у національному кубку. 2 серпня 2021 року президент клубу Володимир Савченков оголосив, що через відсутність коштів припиняє фінансування команди. Результати всіх матчів клубу анулювали, а гравці отримали статус вільних агентів.

### Вояж до окупованого Криму та повернення до Росії
У середині серпня 2021 року приєднався до фейкового кримського клубу «Рубін» (Ялта) з так званої «Прем'єр-ліги КФС», кольори якого захищав до середини лютого 2022 року. В «еліті кримського футболу» зіграв 8 матчів.
Після цього повернувся до Росії, де став гравцем «Сатурна». У футболці раменського клубу дебютував 3 квітня 2022 року в програному (1:3) виїзного поєдинку 1-го туру Другої ліги проти пензенського «Зеніту». Куражов вийшов на поле на 66-й хвилині, замінивши Єгора Глухова. У другій половині сезону 2021/22 років зіграв 8 матчів у Другій лізі Росії.

### «Динамо» (Вологда)
На початку липня 2022 року підписав контракт з «Динамо». У футболці вологодського клубу дебютував 24 липня 2022 року в програному (1:2) домашньому поєдинку 2-го туру Другої ліги Росії проти «Торпедо II» (Москва). Роман вийшов на поле на 46-й хвилині, замінивши Дмитра Долгова. Першим голом за «Динамо» відзначився 6 серпня 2022 року на 90-й хвилині переможного (3:0) домашнього поєдинку 4-го туру Другої ліги Росії проти московського «Динамо II». Куражов вийшов на поле на 62-й хвилині, замінивши Владислава Беляєва.

## Кар'єра в збірній
Виступав за юнацькі збірні Росії U-15 та U-16.